# 權昭賢
權昭賢（： Gwon So Hyeon，1994年8月30日—），韓國女歌手及演員，Cube娛樂旗下女子組合前4minute成員，在隊內擔任副唱、副饒舌和忙內 ，現為Management Allum公司旗下演員。

## 演藝簡歷

### 2005年：以Orange身份出道
- 以Orange女子團體出道，發行 《We Are Orange》[2]

### 2009年：以4minute身份再次出道
所屬團體之共同作品，參閱 4minute
- 6月18日，以团体身份4minute出道
- 客串Mighty Mouth 《可笑》MV
- 客串4 tomorrow 《tomorrow》之泫雅的Wisdom
- 韩国MTV出道纪实（2009年8月15日）

### 2010年：客串电视剧《穿透屋顶的High Kick！》
- 电视剧《穿透屋顶的High Kick！》

### 2012年：特別組合94line
- TeenTop《Crazy》MV
- 權昭賢与Suzy、姜知英、Krystal與Sulli，組成特別組合94line。

### 2013年：出演电影
- 電影《黃區》 飾演 申美穗  [3]

### 2015年：特別組合真少女
- 權昭賢与G.NA、Lizzy與許齡智，組成特別組合真少女。

### 2016年：团体4minute解散
6月13日，4minute身份的合约到期。6月16日，与Cube娱乐合约到期决定不续约，4minute解散。

### 2017年：特別出演，電視劇《犯罪心理：韓國》
- 特別出演，電視劇《犯罪心理：韓國》飾演 權有真

## 影視作品

### 電視劇
| 年份   | 電視台 | 劇名                  | 角色   | 性質 |
| ------ | ------ | --------------------- | ------ | ---- |
| 2010年 | MBC    | 穿透屋顶的High kick！ |        | 客串 |
| 2017年 | tvN    | 犯罪心理              | 權有真 | 客串 |
| 2018年 | MBC    | 我的愛情治癒記        |        |      |
| 2019年 | SBS    | 初次見面我愛你        | 河莉蘿 |      |
| 2019年 | OCN    | 臨時制先生            | 徐潤雅 |      |
| 2022年 | KBS    | 由零開始愛上你        | 陳俞利 |      |
| 2022年 | tvN    | 殺人者的購物目錄      | 李京雅 |      |
| 2023年 | KBS    | 偶然遇見的你          | 李恩荷 |      |

### 電影
| 年份   | 片名         | 角色     | 性質     | 備註  |
| ------ | ------------ | -------- | -------- | ----- |
| 2014年 | 黃區         | 申美穗   | 主演     | [ 3 ] |
| 2017年 | 剩余的爱     | 月神     | 主演     |       |
| 2019年 | 沒有你的生日 | 恩彬     |          |       |
| 2019年 | 天衣無縫的她 | 成年珍珠 |          |       |
| 2019年 | 黑錢         | 朴秀賢   | 特別出演 |       |
| 2020年 | 奔跑吧，男孩 | 智友     |          |       |
| 2022年 | 那年冬天，我 | 惠珍     | 主演     |       |
| 2024年 | 凌晨的探戈   | 珠熙     | 主演     | [ 4 ] |
| 2024年 | 送货上门     | 吴美子   | 主演     | [ 5 ] |

## 外部連結
- 權昭賢的X（前Twitter） 
- 權昭賢的Instagram帳戶 